# Trisulopsis
Trisulopsis là một chi bướm đêm thuộc họ Erebidae.